# Dangjin Citizen FC
Dangjin Citizen FC ist ein Fußballfranchise aus der Stadt Dangjin in Südkorea. Der Verein spielt aktuell in der K3 League, der dritthöchsten Spielklasse Südkoreas.

## Geschichte

### Gründung (2020)
Die ersten Pläne zur Vereinsgründung entstanden im Dezember 2019, als die Stadt bekannt gab, ein eigenes Franchise gründen zu wollen. Im Verlauf des darauffolgenden Jahres, wurden die Pläne konkreter und letztendlich von der Stadtverwaltung auch verabschiedet. Am 14. Oktober 2020 wurde die offizielle Vereinsgründung vollzogen. Erster Trainer des Vereins wurde Han Sang-min. Ende Oktober, Anfang November begann anschließend die Vereinsführung mit den ersten Spielertests.

### Premieren-Spielzeit (2021)
Anfang 2021, gab der Verein den Kader für die erste Spielzeit bekannt. Unter den verpflichteten Spielern, sind ehemalige Profispieler wie Lee In-su, Kim Chang-heon, sowie der ehemalige Ansan-Greeners-FC-Spieler Bang Chan-jun.

## Historie-Übersicht
| Saison | Liga      | Kl. | Vereine | Spiele | Pl. | S  | U | N | Tore  | Pkt. | KFA Cup            | Play-off          | Trainer      |
| 2021   | K4 League | 4   | 16      | 30     | 3.  | 19 | 5 | 6 | 60:40 | 62   | Nicht teilgenommen | Play-off-Gewinner | Han Sang-min |
| 2022   | K3 League | 3   | 16      | 30     |     |    |   |   | -:-   |      | 2. Hauptrunde      |                   | Han Sang-min |

## Stadion
| Stadion | Name            | Eigentümer              | Eröffnung | Nutzungszeitraum | Nutzungszeitraum |
| Stadion | Name            | Eigentümer              | Eröffnung | Von              | Bis              |
| ------- | --------------- | ----------------------- | --------- | ---------------- | ---------------- |
|         | Dangjin-Stadion | Stadtverwaltung Dangjin | 1998      | 2021             | Bis jetzt        |